# Leptonetela kanellisi
Leptonetela kanellisi is een spinnensoort in de taxonomische indeling van de Leptonetidae.
Het dier behoort tot het geslacht Leptonetela. De wetenschappelijke naam van de soort werd voor het eerst geldig gepubliceerd in 1971 door Christa Deeleman-Reinhold.